# NHL 2K11
NHL 2K11 est un jeu vidéo de hockey sur glace développé par Visual Concepts et édité par 2K Sports. Le jeu sort en 2010 sur Wii et iOS.

## Accueil
- Jeuxvideo.com : 12/20[1]